# Cystiscus jucundus
Cystiscus jucundus is een slakkensoort uit de familie van de Cystiscidae. De wetenschappelijke naam van de soort is voor het eerst geldig gepubliceerd in 1932 door W. Turton.